# Punta Alta

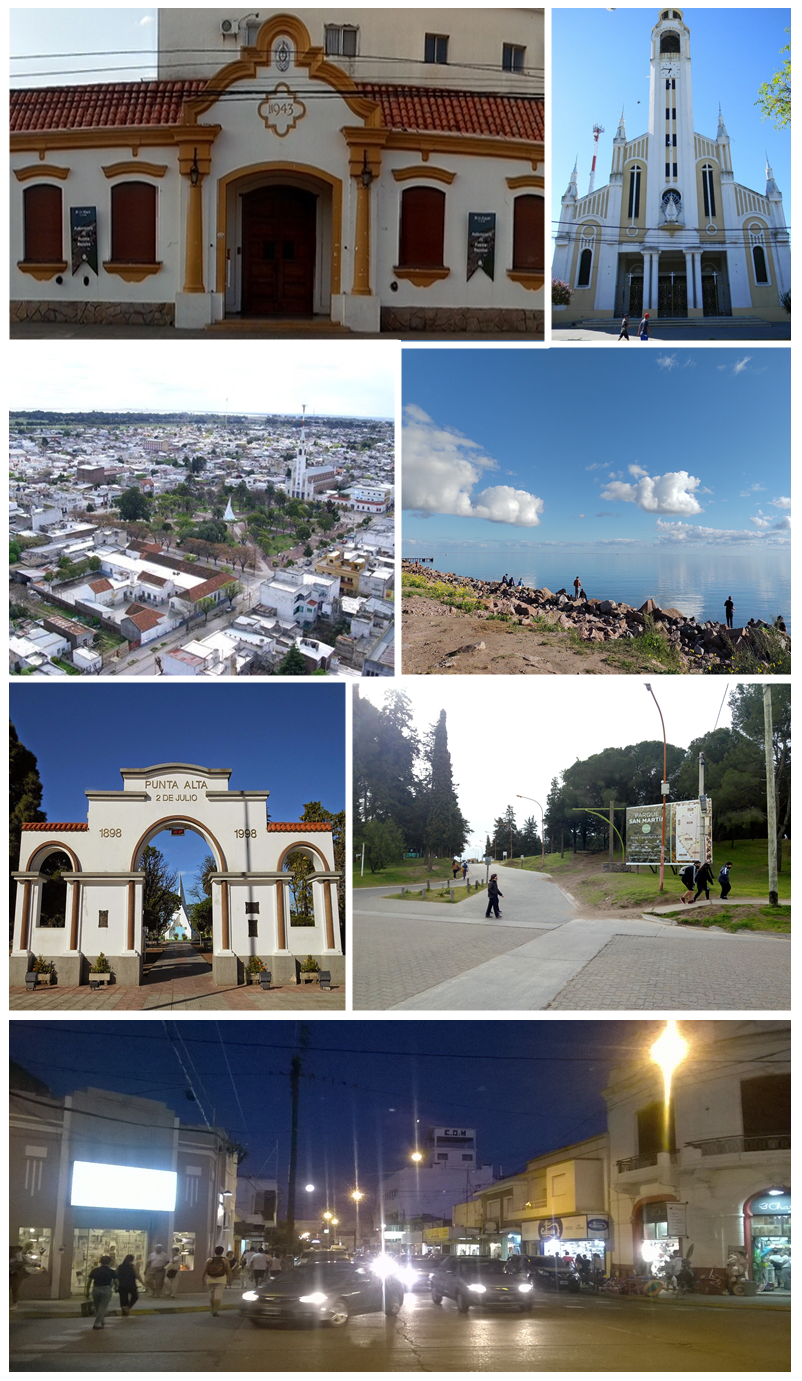
Punta Alta, Fotocollage

Punta Alta ist eine Stadt in Argentinien, etwa 20 Kilometer südöstlich von Bahía Blanca. Der Ort in der Provinz Buenos Aires hatte im Jahr 2024 59.936 Einwohner auf einer Fläche von 1.320 km², das entspricht 45,41 Einwohnern pro km². Punta Alta wurde am 2. Juli 1898 gegründet und ist die Hauptstadt („cabecera“) des Partido Coronel Rosales.
Der Ort liegt am Atlantik neben dem Marinestützpunkt Puerto Belgrano, der 1896 errichtet wurde. Im Zusammenhang entstand die Gründung von Punta Alta.

## Söhne und Töchter der Stadt
- Eduardo Espinoza (* 1958), Tangosänger und Schauspieler
- Martín Cortés (* 1983), Fußballspieler
- Iván Lucá (* 1992), Pokerspieler